# Cassia fistula
Кассія фістула (Cassia fistula) — рослина родини бобові (Fabaceae).

## Будова

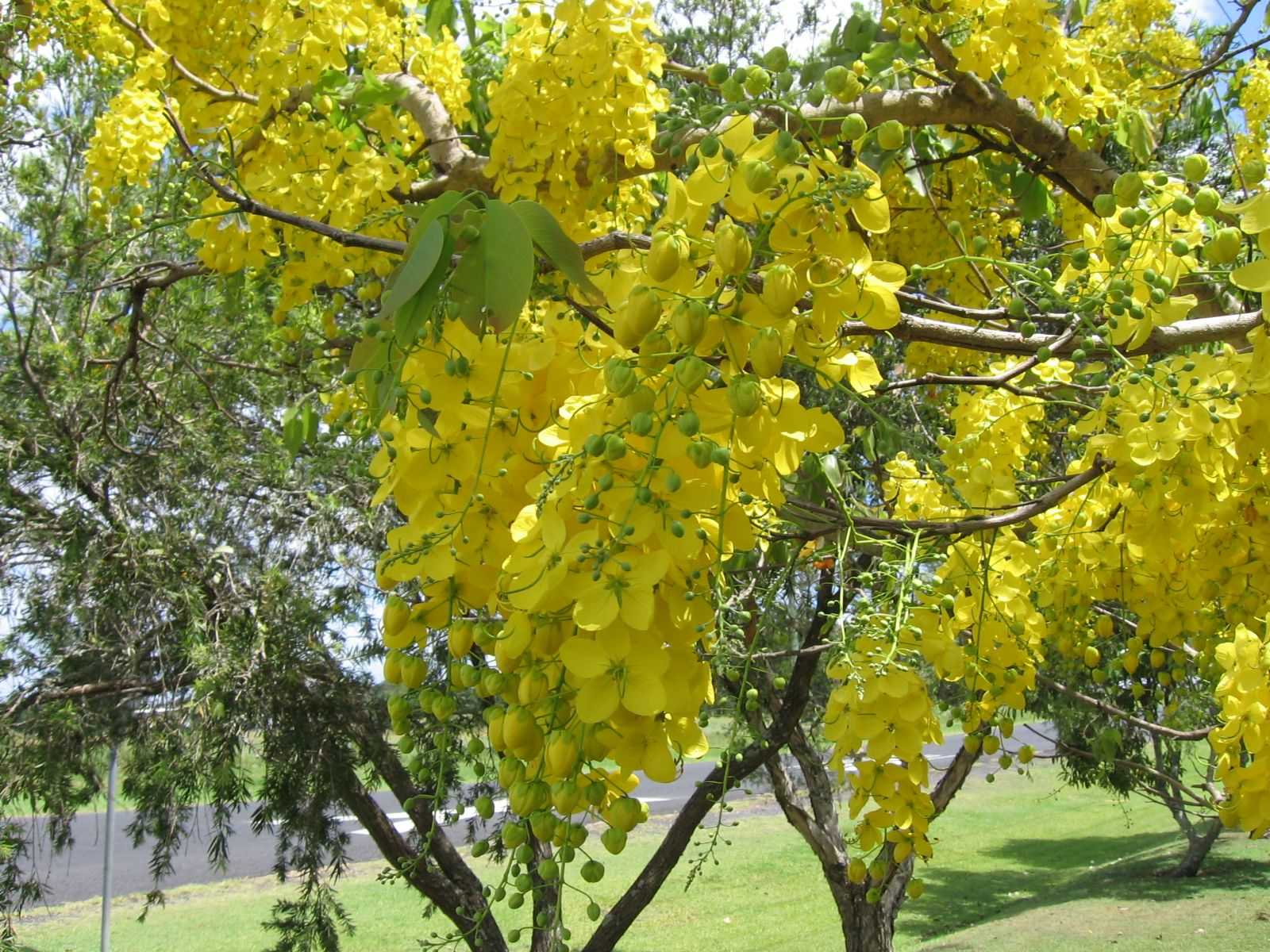
Суцвіття рослини

Кассія фістула — листопадне дерево середнього розміру, 10 м висоти з прямим стовбуром до 1 м діаметром. Молода кора гладенька блідо сіра, стара — коричнева і груба. Листя перисте, 40 см довжини з 4-8 парами овальних листочків. Квіти жовті сформовані у великі (до 60 см) звисаючі суцвіття. Плід — 60 см стручок, що не розкривається, містить 25-100 горошин. Всередині стручок розділений перегородками.

## Життєвий цикл
Листя з'являється у березні-червні, квіти — у квітні-червні. Стручки виростають у жовтні, дозрівають у березні, а опадають у травні.

## Поширення та середовище існування
Поширена у тропіках та субтропіках. Стійка до посухи.
Походить з Індії.

## Практичне використання
Квіти вживають у їжу. Листя, стручки і квіти використовують у народній медицині.
Широко розповсюджена як декоративна рослина.

## Цікаві факти
Кассія фістула вважається королівським деревом у Таїланді. Відома під назвою «золотий дощ». Згідно з традицій, монарх Рама IX отримав жовтий колір як колір короля (за днем народження — понеділок). До 50-річчя правління короля у країні висадили 99999 рослин. У 2007 році перед 80 днем народження короля у країні нараховувалося 1 мільйон кассії фістули.